# انسینو (تگزاس)
انسینو (به انگلیسی: Encino) یک منطقهٔ مسکونی در ایالات متحده آمریکا است که در شهرستان بروکس، تگزاس واقع شده‌است. انسینو ۱۷٫۳ کیلومتر مربع مساحت و ۱۴۳ نفر جمعیت دارد و ۳۸ متر بالاتر از سطح دریا واقع شده‌است.